# برون‌گرایی (فلسفه ذهن)
اکسترنالیسم (به انگلیسی: Externalism) یا برون‌گرایی، گروهی از دیدگاه‌ها در فلسفه ذهن است که استدلال می‌کند ذهن هوشیار نه تنها نتیجهٔ آنچه در درون سیستم عصبی (یا مغز) می‌گذرد، بلکه نتیجهٔ آنچه در خارج از سوژه رخ می‌دهد یا وجود دارد نیز هست. این در تضاد با درون‌گرایی است که معتقد است ذهن صرفاً از فعالیت عصبی ناشی می‌شود. اکسترنالیسم باوری است که بر اساس آن ذهن فقط مغز یا کارکردهای مغز نیست.
بر اساس باورهای مختلف در مورد چیستی ذهن، روایت‌های مختلفی از برون‌گرایی وجود دارد. برون‌گرایی بر عوامل بیرونی سیستم عصبی تأکید دارد. از یک سو، ذهن می‌تواند به عوامل خارجی وابسته باشد. در نقطه مقابل، ذهن لزوماً به عوامل بیرونی وابسته است. دیدگاه افراطی اکسترنالیسم استدلال می‌کند که ذهن یا توسط فرآیندهایی تشکیل شده است، یا با آن‌ها یکسان است؛ که تا حدی یا کاملاً خارج از سیستم عصبی هستند.
معیار مهم دیگر در اکسترنالیسم این است که به کدام جنبه از ذهن پرداخته می‌شود. برخی از اکسترنالیست‌ها بر جنبه‌های شناختی ذهن تمرکز می‌کنند؛ مانند اندی کلارک، دیوید چالمرز، شان گالاگر و بسیاری دیگر.درحالی‌که برخی دیگر یا جنبه پدیداری ذهن یا خود ذهن هوشیار را درگیر می‌کنند، چندین فیلسوف محتوا و فعالیت پدیداری آگاهانه را در نظر می‌گیرند، مانند ویلیام لایکن، الکس بیرن یا فرانسوا تونو؛ تید راکول یا ریکاردو مانزوتی.